# Chacalón
Lorenzo Palacios Quispe (La Victoria, 26 de abril de 1950-La Victoria, 24 de junio de 1994), más conocido por el seudónimo de Chacalón, fue un cantautor peruano.
Es considerado responsable de la mayor popularización de la música chicha junto con José Luis Carballo y su banda Chacalón y la Nueva Crema.
Es conocido por el dicho «Cuando Chacalón canta, los cerros bajan», en alusión a sus multitudinarios conciertos frecuentados principalmente por los sectores populares de la capital de la república peruana.

## Biografía

### Primeros años
Nació en el distrito de La Victoria, provincia de Lima, proveniente de una familia pobre del  Departamento de Ayacucho. Fue hijo del danzaq Lorenzo Palacios Huaypacusi y de Olimpia Quispe. Fue hermano (por parte de su madre) de los también cantantes Alfonso Escalante «Chacal», José Escalante «Chacalito» y Alberto Hermoza «Chocho» (fallecido en 2013).[cita requerida]
Desarrolló su infancia en los asentamientos humanos San Pedro y San Cosme, paso su niñez y su juventud en un callejón del pasaje Carlos Bondy al pie del cerro San Cosme. Debido a la escasez económica de su hogar, desde muy pequeño bailó y cantó. Cantaba entonces huaynos con su hermano Alfonso, en bares y restaurantes.[cita requerida] Llegó a robar comida, pero también se dedicó a vender productos como humitas, hortalizas o vegetales. 

### Carrera musical
Entre 1965 y 1966, formó parte de una banda llamada Los Amigos del Barrio, formada por niños de también 15 años de edad. Se hace conocido entonces como «el Chinito de los Andes», por su afición a la música andina peruana y por sus ojos rasgados.
Abandonó el colegio y se dedicó al oficio de zapatero. Por esta época, conoce a la que sería su esposa, Dora Puente, con quien tuvo siete hijos, entre ellos, el también cantante José María Palacios «Chacalón Jr.» y el músico Juan Carlos Palacios «Satoche».[cita requerida]
En 1968, se convirtió en padre por primera vez (Esther sería el nombre de su primera hija). Se casa civilmente por 1972. Por cortar el rostro de un policía retirado, fue detenido y preso en el penal de Lurigancho por un año. Luego de esta experiencia, abandona la vida delictiva.[cita requerida]
Por ese entonces, su hermano Alfonso integraba el Grupo Celeste. Por desavenencias entre él y el productor, se separa del grupo en 1978 y recomienda a su hermano como reemplazo. Ese mismo año, se hace líder de La Nueva Crema junto a José Luis Carballo, quien pone nombre a la agrupación, debido a su gusto por la música de la banda de rock Cream (Crema en español). Por dos años, se dedica a grabar temas, entre los cuales se halla su mayor éxito, «Soy provinciano». Rápidamente, la canción cala en los sectores populares de Lima, de mayoría provinciana migrante. Sus espectáculos musicales se hicieron masivos en la Carpa Grau de la avenida homónima.
En 1987, fue premiado por la organización Unesco, por su canción «Niños pobres del mundo», que fue parte de una campaña de Radio Inca.
En 1991, se casó por la Iglesia Católica con su esposa Dora Puente. Los nombres de sus siete hijos eran Esther, Gladys, Juan Carlos (fallecido en 1998), Corina, Verónica, José María y Christopher Yashiro. Él constantemente hacía alusión a sus hijos en sus canciones. En el día de su boda religiosa, se grabó un vídeo en el que mostraron todos sus entretelones. 
Se hace costumbre verlo en la Plaza Internacional Grau, dedicada a la música chicha. En su último concierto presenta a su penúltimo hijo (José María).

### Muerte
En el año 1994, ya enfermo de diabetes, fue hospitalizado en una clínica local. Por un error en el diagnóstico se le suministró suero y empeoró, por lo que por su propia voluntad volvió a su casa. Al agravarse su cuadro clínico fue llevado a otra clínica más cara. Falleció el viernes 24 de junio a los 44 años. Sus restos fueron enterrados en el cementerio El Ángel con la presencia de más de 70,000 personas.

## Discografía
| Chacalón y La Nueva Crema - 1981: Chacalón y La Nueva Crema - 1982: Éxitos ...Éxitos ...Éxitos - 1983: El soberano de la cumbia - 1984: Los admirados de La Nueva Crema - 1985: Tu vida, Mi vida - 1986: ¡Soy feliz! - 1987: La voz del pueblo - 1988: Loco amor - 1988: Niños pobres del mundo - 1990: Jugaste conmigo - 1991: La otra - 1992: Siempre contigo - 1993: No es fácil perdonar (Último disco) | Grupo Celeste - 1975: El fabuloso! - 1976: El tropiloco mundo del Grupo Celeste |

## Reconocimiento
La Unesco lo premió en 1987 por su tema musical «Niños pobres del mundo».

## Legado
Dos años después de la muerte de Chacalón, su hijo Juan Carlos Palacios «Satoche» murió acribillado por intentar robar en el Callao. Ambos comparten la misma tumba en el Cementerio El Ángel.
En 2004, Frecuencia Latina y MSM Producciones realizaron una miniserie sobre la vida del cantante con el título de Chacalón: El ángel del pueblo, protagonizada por el también recordado actor y profesor de teatro Gustavo Cerrón.
De sus siete hijos, solo quedaban sus dos varones, esto tras la muerte de Satoche en 1996, quien era el hermano mayor de José María y Christopher Yashiro. Así mismo ambos se han involucrado en varias polémicas.
El primero, José María se convirtió en cantante y utiliza el nombre artístico de «Chacalón Jr.», quién hoy en día es uno de los intérpretes de la música chicha de la actualidad.[cita requerida]
El segundo, se desconoce que ejerza de profesión, pero también ha estado involucrado en polémicas policiales al igual que su hermano José María.